# Ledru-Rollin (stanice metra v Paříži)
Ledru-Rollin je nepřestupní stanice pařížského metra na lince 8 na hranicích 11. a 12. obvodu v Paříži. Nachází se na křižovatce ulic Avenue Ledru-Rollin a Rue de Faubourg Saint-Antoine.

## Historie
Stanice byla otevřena 5. května 1931 při prodloužení linky v úseku Richelieu – Drouot ↔ Porte de Charenton.

## Název
Stanice nese jméno právníka Alexandra Augusta Ledru řečeného Ledru-Rollin (1807–1874), který byl v roce 1848 ministrem vnitra a uspořádal volby na základě všeobecného volebního práva. Poražen v prezidentských volbách Bonapartem, uprchl do Anglie v roce 1849. Jméno stanice je odvozeno od názvu ulice Avenue Ledru-Rollin.

## Vstupy
Stanice má dva východy na Avenue Ledru-Rollin a jeden na Rue de Faubourg Saint-Antoine.

## Zajímavosti v okolí
- Promenade plantée – park vybudovaný na viaduktu k bývalému nádraží na náměstí Bastily
- Place d'Aligre a jeho každodenní trh